# Buddy Miller
Steven Paul Miller, detto Buddy (Fairborn, 6 settembre 1952), è un cantautore, chitarrista e produttore discografico statunitense.

## Discografia

### Solista
- 1995 - Your Love and Other Lies
- 1997 - Poison Love
- 1999 - Cruel Moon
- 2002 - Midnight and Lonesome
- 2004 - Universal United House of Prayer
- 2008 - The Best of the HighTone Years (raccolta)
- 2011 - The Majestic Silver Strings
- 2016 - Cayamo: Sessions at Sea (live)

### con Julie Miller
- 2001 - Buddy & Julie Miller
- 2004 - Love Snuck Up (raccolta)
- 2009 - Written in Chalk
- 2019 - Breakdown on 20th Ave. South

### con Jim Lauderdale
- 2012 - Buddy & Jim

### con The Sacred Cows
- 1995 - Man on the Moon

## Premi
- Grammy Awards
  - 2010: "Best Traditional Gospel Album" (Downtown Church)
- Americana Music Awards
  - 2002: "Album of the Year" (Buddy & Julie Miller)
  - 2005: "Song of the Year" (Worry Too Much), "Album of the Year" (Universal United House of Prayer)
  - 2007: "Instrumentalist of the Year"
  - 2008: "Instrumentalist of the Year"
  - 2009: "Album of the Year" (Written in Chalk), "Song of the Year" (Chalk), "Duo/Group of the Year" (Buddy & Julie Miller), "Artist of the Year"
  - 2010: "Artist of the Year", "Instrumentalist of the Year"
  - 2011: "Artist of the Year", "Instrumentalist of the Year"
  - 2012: "Instrumentalist of the Year"